# 8½
8½ là bộ phim điện ảnh Italia, giành 2 giải Oscar cho hạng mục phim tiếng nước ngoài hay nhất và thiết kế trang phục, được đề cử 3 giải khác. Phim cũng tham gia Liên hoan phim Cannes (được hoan nghênh, nhưng không tham gia tranh giải) và đoạt giải Grand Prize tại Liên hoan phim Moskva. 8½ do Federico Fellini đạo diễn, và được xem là phim bán tự truyện, công chiếu năm 1963.

## Diễn viên
- Marcello Mastroianni trong vai Guido Anselmi
- Anouk Aimée trong vai Luisa Anselmi
- Rossella Falk trong vai Rossella
- Sandra Milo trong vai Carla
- Claudia Cardinale trong vai Claudia
- Guido Alberti trong vai Pace
- Mario Conocchia trong vai Mario Conocchia
- Bruno Agostini trong vai Bruno Agostini
- Cesarino Miceli Picardi trong vai Cesarino
- Jean Rougeul trong vai Carini Daumier
- Mario Pisu trong vai Mario Mezzabotta
- Barbara Steele trong vai Gloria Morin
- Madeleine LeBeau trong vai Madeleine
- Caterina Boratto trong vai một phụ nữ bí ấn trong khách sạn
- Eddra Gale trong vai La Saraghina
- Eugene Walter trong vai một nhà báo Mỹ

Cảm hứng từ bộ phim, Arthur Kopit viết cuốn sách năm 1982 và được dựng thành phim ca nhạc Nine năm 2009 có sự tham gia nhiều ngôi sao điện ảnh nhưng ít thành công hơn.